# Петлішенко Марко Олександрович
Марко Олександрович Петлішенко (*30 грудня 1880, хутір Сочеванов поблизу Мар'янівки Бобринецького району —†20 квітня 1938) — актор українського театру. Виступав у театрі Миколи Садовського. Рідний брат Івана Мар'яненка, племінник М. Л. Кропивницького.

## Біографічні відомості
Марко Олександрович народився 30 грудня 1880 на хуторі Сочеванов поблизу с.  Мар'янівки Витязівської волості Єлисаветградського повіту Херсонської губернії (нині — Бобринецький район Кіровоградської області). Є рідним братом Івана Мар'яненка.
Батько Марка і Івана — Олександр Лукич Петлішенко — рідний брат М. Л. Кропивницького, молодший його років на вісім. Він мав прізвище своєї матері Петлішенко.
При підтримці свого дядька Марко почав займатись театром і досяг значної популярності.
У 1890-1900-х працював у театральних трупах і товариствах, очолюваних Марком Кропивницьким, Панасом Саксаганським і Іваном Карпенком-Карим.
З 1910 до 1915 виступав у театрі Миколи Садовського та Товаристві українських акторів під керівництвом І. О. Мар'яненка з участю М. К. Заньковецької та П. К. Саксаганського (1916).
Згодом Марко Петлішенко грав на сценах Полтави (Театр «Рух», 1924) і Харкова (Театр імені І. Франка, Харківський червонозаводський державний український драматичний театр (1928—1933), Театр Ленінського комсомолу, ТЮГ (1934—1937), знімався в українському кіно.
У 1938 був репресований.

## Ролі
Серед його найкращих ролей у театрі:
- Бичок («Глитай, або ж Павук» М. Кропивницького)
- Гнат Голий («Сава Чалий» І. Карпенка-Карого)
- Возний («Наталка Полтавка» Котляревського)
- Городничий, Добчинський («Ревізор» М. Гоголя)
- Бєлогубов («Тепленьке місце» О. Островського)
- Костя Капітан («Аристократи» Погодіна)
- Устим Кармалюк (однойменна п'єса Суходольського)
- Чирва Козир («Диктатура» Микитенка)